# 宋雙佳
宋双佳（Jackie Sung Sheung Kai，1985年10月23日—）是香港配音演员及主持人，
現為香港無綫電視國語配音女藝員，前香港無綫電視經理人合約女藝員，2017轉為基本藝人合約。前TVB娱乐新闻台国语主播。曾参加2008国际中华小姐竞选，进入总决赛。

## 演出作品
- 2014年：《我们的天空》“同根生”饰 新移民妇
- 2015年：《張保仔》飾 Lily
- 2018年：《愛·回家之開心速遞》飾 母親（第397集）

## 主持节目
- TVB全球華人新秀歌唱大賽（2013—2015年）
- 福建新春添口福（TVB8，2014年）[4]
- 玩轉新加坡無限式（TVB8，2018年）

## 感情生活

### 戀情
宋双佳前任男友是TVB男艺员张景淳，经媒体2011年访问表示，两人已交往一年多。2014年，有傳張景淳在拍攝《潮拜武當》期間與宋雙佳冷戰，後又被拍攝到與前女子組合Hotcha成員張惠雅（Regen）傳出緋聞，當時雙方各有另一半，因此傳出四角戀。宋雙佳與張景淳於2016年後復合。現已分手。